# KC-46 (航空機)
KC-46 ペガサス
- 用途：空中給油・輸送
- 分類：空中給油機・輸送機
- 製造者：ボーイング社
- 運用者：
 アメリカ合衆国[1]
 日本[1]
 イスラエル[1]
- 初飛行：2014年12月28日（試験機）[1]
- 生産数：179機（計画）
- 運用開始：2018年（計画）
- 運用状況：生産中
- 原型機：ボーイング767-200ER

KC-46は、アメリカ合衆国の航空機メーカー、ボーイング社が開発した空中給油・輸送機。形式名称KC-46A愛称はペガサス。
開発母機はボーイング767。2019年に最初の機体がアメリカ空軍に納入され、空軍はKC-135を置き換えながら179機を調達する予定。

## 概要
ボーイングは老朽化が進むKC-135を代替する空中給油機としてKC-767の改良型であるKC-767ATをアメリカ国防総省に提案、100機をリース契約で調達する案を提示した。しかし、汚職問題によりこれは白紙化され、エアバス/ノースロップ・グラマンが提案するKC-30Tとの競争入札となった。2008年2月29日、KC-30T案をKC-45として採用することを、国防総省が発表し、KC-767ATは脱落した。この選定について、ボーイングは会計監査院（GAO）に対してKC-30Tの採用に関する異議を申し立て、機種選定をやり直すこととなった。最終的にノースロップ・グラマンが入札を見送ると発表、2011年2月24日、国防総省はKC-767をKC-46Aの名称で採用することを決定した。
2014年9月16日、配線の設計変更により初飛行が延期された。
2014年12月28日、試作1号機（767-2C）が初飛行した。ただし、空中給油システムは装備していない。
試作機は4機（うち民間機登録の767-2Cが2機、軍用機のKC-46Aが2機）製造され飛行試験を行い、アメリカ連邦航空局（FAA）による民間機としての認証と、軍用の認証を取得することとなる。
2015年6月2日、767-2C試験機が空中給油システム（ブームとポッド）を装備した状態で初めて飛行した。
2017年のアメリカ空軍によるボーイングのリスク評価で米会計検査院による試験日程遅延によるテスト不具合も可能性を指摘され、KC-46計画自体が遅延する可能性を指摘している。
2019年、アメリカ空軍は受領が遅れていたKC-46Aに関して欠陥があり修理が必要なままで受け入れる方針を発表。納期は予定を既に2年余り超過していて、給油カメラの不具合を修復するにはさらに最大で4年かかる可能性があるとしたがボーイング自ら改修費用負担することで空軍と引渡に合意したとしている。この時点でボーイングの開発費は、2011年に空軍との開発契約から締結して以来、40億ドル近く超過している。同年1月10日に米ワシントン州エバレット工場にて引き渡され、同月25日1号機（56009）と2号機（76031）が米カンザス州マッコーネル空軍基地に納入された。
アメリカ空軍は2019年4月4日までにKC-46の納入を拒否した。エバレット工場における品質保証問題で度々問題を起こしており、今回の納入拒否は削りカスや工具の放置等の問題が指摘を受けても改善されなかった事による2回目の処置である。
2022年5月5日から5月6日まで、KC-46Aがマッコーネル空軍基地から24.2時間の長距離飛行を行った。長時間飛行による搭乗員の影響を調査するための飛行で、パイロット4人に予備パイロット2人、ブームのオペレーター3人と写真撮影担当1人、医療要員1人が搭乗した。

## 機体
ベースになったのはKC-767のアメリカ空軍向け提案モデルで、KC-767AT(Advanced Tanker)と呼ばれていたもの。開発中の767-200LRF（Long Range Freighter：長距離貨物輸送機）に基づいており、主翼は300ER型、翼、ギア、貨物ドア、床は300F、コックピットはボーイング787のグラスコックピットシステムを派生させたものを装備する。
空中給油装置はKC-10のフライングブームの改良型になり、給油オペレーター席も3Dディスプレイを採用した新世代型になる。当初は主翼にウィングレットを装備する予定だったが、中止されている。キャビン床下には燃料タンクが増設されており、装甲されている上に被弾しても誘爆しないよう不活性ガスで満たされている。また、航空自衛隊向けの機体に対しては、収納式の階段であるエアステアが装備されるという情報がある。
地上旋回半径は39メートルで、標準的な幅45メートルの滑走路で180度旋回が可能となり、非常運用時整備されていない中規模な空港での運用も考慮された設計になっている。
KC-767と比べKC-46では生存性が高められており、ALR-69Aレーダー警報受信機(RWR)、AN/AAQ-24(V)ネメシス指向性赤外線妨害装置(DIRCM)といった自己防御装置を搭載しているほか、コックピット周辺にも防弾板が装備されている。

## 仕様
出典: USAF KC-46A, Boeing KC-767, Boeing 767-200ER
諸元
- 乗員: 3 (操縦士，副操縦士，空中給油オペレーター)
- 定員: 人員114人、463Lマスターパレット 18枚、傷病者58人（担架24　歩行可能者34）
- ペイロード: 29,500 kg （65,000 lb）
- 全長: 50.5 m （165 ft 6 in）
- 全高: 15.9 m （52 ft 1 in）
- 翼幅: 48.1 m（157 ft 8 in）
- 空虚重量: 82,377 kg （181,610 lb）
- 最大離陸重量: 188,240 kg （415,000 lb）
- 動力: プラット・アンド・ホイットニーPW4062 ターボファン、282 kN （63,300 lbf[17]）  × 2
燃料容量: 212,299 lb (96,297 kg) 
最大転送燃料搭載量: 207,672 lb (94,198 kg)

性能
- 最大速度: マッハ 0.86 （570 mph, 915 km/h）
- 巡航速度: マッハ 0.80 （530 mph, 851 km/h）
- 航続距離: 12,200 km （6,385 nmi）
- 実用上昇限度: 12,200 m （40,100 ft）

|                | KC-135R                                | KC-10                                  | KC-767                     | KC-46                      | エアバス A330 MRTT                       | Il-78M                                 |
| -------------- | -------------------------------------- | -------------------------------------- | -------------------------- | -------------------------- | ---------------------------------------- | -------------------------------------- |
| 画像           |                                        |                                        |                            |                            |                                          |                                        |
| 乗員           | 3名                                    | 4名                                    | 3名                        | 3名                        | 3名                                      | 6名                                    |
| 全長           | 41.53 m                                | 55.4 m                                 | 48.51 m                    | 50.5 m                     | 58.8 m                                   | 46.6 m                                 |
| 全幅           | 39.88 m                                | 50.4 m                                 | 47.57 m                    | 48.1 m                     | 60.3 m                                   | 50.5 m                                 |
| 全高           | 12.7 m                                 | 17.1 m                                 | 15.9 m                     | 15.9 m                     | 17.4 m                                   | 14.76 m                                |
| 空虚重量       | ―                                      | ―                                      | ―                          | 82.377 t                   | ―                                        | ―                                      |
| 基本離陸重量   | ―                                      | 109.328 t                              | ―                          | ―                          | ―                                        | ―                                      |
| 最大離陸重量   | 146.285 t                              | 266.5 t                                | 186.88 t                   | 188.24 t                   | 233 t                                    | 190 t                                  |
| 最大燃料搭載量 | 90.719 t                               | 160.2 t                                | 72.877 t                   | 96.297 t                   | 111 t                                    | 69 - 74 t                              |
| 発動機         | F108-CF-100×4                          | CF6-50-C2×3                            | CF6-80C2B6F×2              | PW4062×2                   | トレント772B /CF6-80E1A3 ×2              | PS-90A-76×4                            |
| 発動機         | ターボファン                           |                                        |                            |                            |                                          |                                        |
| 最大速度       | 933 km/h                               | 982 km/h                               | 915 km/h                   | 915 km/h                   | 880 km/h                                 | 850 km/h                               |
| 採用国         | 5                                      | 1                                      | 2                          | 3                          | 10 （NATO6カ国はNATOとして計上）         | 7                                      |
| 給油方式       | 有人直視 ブーム/ドローグ可（併用不可） | 有人直視 ブーム/ドローグ可（併用不可） | 有人遠隔 ブーム/ドローグ可 | 有人遠隔 ブーム/ドローグ可 | 有人遠隔（自動給油可） ブーム/ドローグ可 | 型式により無人可 ドローグポッド3基のみ |

## 問題点
アメリカ軍への引き渡し当初から、燃料漏れや給油遠隔視認装置（RVS：Remote Vision System）、飛行管理装置（FMS：Flight Management System）の不具合などが発生していた。
KC-46のウリの一つになっていたRVSに関する不具合は、目視比較で夜間や太陽光反射時に視認しづらく、フライングブームが給油対象機体の表面に擦過損傷を引き起こしていた。そのため米軍は当初、表面傷が致命傷となり得るステルス機へのKC-46からの給油を禁止し、後方支援に限定して運用していた。
しかし、KC-135/10の整備維持や運用部隊が負荷超過に耐えられなくなっていたこともあり、2021年以降、能力獲得(ICR)宣言によって給油可能な機種を段階的に増加させている。2021年7月のセンターラインドローグシステム(CDS)とF/A-18E/Fへの承認を皮切りに、2021年10月にはF-15及びF-16、2022年2月にはステルス戦闘機であるF-22AとF-35Aへの給油が認可された。その後も爆撃機や早期警戒管制機などの機種への給油が認可されていき、2023年2月時点では前述の空中給油ブームの問題によってA-10への給油は依然として認められてないものの、それ以外の機種については給油が認可されるまでに至っている。また、2022年9月には米空軍がKC-46Aが任務で全世界へ展開することを承認している。
今後は、現行のRVSを、新型のカメラへの換装などの改修を行ったRVS2.0と呼ばれるものにバージョンアップすることで対応する予定で、これらは2025年後半から順次導入される予定である。また、RVS2.0までの繋ぎとして、ソフトウェア面の改修を行ったRVS1.5と呼ばれるバージョンが開発されており、インストールが進められている。
また、機体重量に対し低推力の機体への給油中に、ブームが機体の動きにあわせて作動しないという問題があり、その機体に該当するA-10への給油は2023年2月時点で未だに認可されていない。今後は、アクチュエーターを新設計したものに交換することで対応する予定で、飛行試験は2023年後半に終了し、既存機体への改修は2025年後半頃から開始される予定である。

## 運用国

### 現在の運用国
イスラエル
- イスラエル空軍- （4機注文中、4機計画中）[23][24]

 日本
- 航空自衛隊 - 4機（2機注文中）[25][26]

 アメリカ合衆国
- アメリカ空軍 - 89機[27]

### 日本における運用
航空自衛隊は2001年に空中給油機の導入を決定し、4機のKC-767空中給油・輸送機の運用を2007年より順次開始した。一方で航空自衛隊の保有する作戦機の数に対して4機の空中給油機では数が足りないことは明白であり、また航空自衛隊最大の輸送機としての役割も期待されていたことから、空中給油・輸送機の更なる追加調達を模索していた。しかし防衛予算の厳しい状況を踏まえKC-767の追加調達は断念せざるを得ず、当面はKC-767の運用成果を踏まえて追加調達を検討するという方向に落ち着いた。
その後も世界では航空作戦の長時間化が進み、日本においても南西諸島等の陸上基地が少ない空域での作戦が想定されることから空中給油・輸送機の重要性は増す一方であった。これを受けて2013年12月に策定された25防衛大綱において日本周辺空域において持続的な各種作戦を遂行できるよう空中給油・輸送機部隊の増強が定められ、新たな空中給油・輸送機3機の整備が決定された。これを踏まえて防衛省・航空自衛隊は空中給油・輸送機の選定を開始し、2015年にKC-46Aを選定したと発表。2016年度予算にKC-46Aの取得に係る経費として231億円を計上し、翌年の2017年度予算より機体の調達を開始した。
航空自衛隊の発注したKC-46Aの初号機は2019年9月に組み立てが開始され、2021年度に受領するとされた。また配備は鳥取県の美保基地に所属する第405飛行隊に対して行われる予定であり、格納庫と駐機場の整備が進んでいる。
さらに2018年12月に策定された31中期防において、未調達だった1機を含めた4機の空中給油・輸送機の追加取得が決定され、2020年度予算において4機の一括調達が認められた。この4機についても美保基地への配備が想定されており、合計で6機のKC-46Aが美保基地に配備される計画となっている。
KC-46Aの配備完了をもって航空自衛隊の保有する空中給油・輸送機は10機に拡充し、持続的な航空作戦遂行能力は大幅に増強されることとなる。また航空自衛隊のKC-767では装備していなかったブローブ・アンド・ドローグ方式での給油にも対応したことにより、新たに導入が決定されたF-35B、陸上自衛隊のMV-22Bへの給油も可能になる。
2019年7月5日、防衛省は空自の新空中給油・輸送機KC-46Aの修理に関する技術援助契約先として、767エンジンはプラット・アンド・ホイットニー（P＆W）製PW4062でなくゼネラル・エレクトリック (GE) 製を採用している全日本空輸（ANA/NH）を選定したと発表した。
2021年6月、米国一部報道でボーイングは空自向けKC-46Aの一部スペアパーツについて過大請求疑惑があると報道。ボーイングは「初期のスペアパーツの請求について、誤って空軍に過小請求していた。その後の契約では正しい金額を請求しているが、結果的に価格が上昇したと認識されてしまった。われわれは自らのミスを認めている」と、過大請求との見方を否定を回答しているが、報道によると約1,000万ドル分の有償軍事援助（FMS）提供する米空軍が検証不能な金額が存在するとされ、ボーイングはこれに対しても「（新型コロナウイルスの影響による）民間航空市場における未曾有の課題を背景に、航空宇宙用スペアパーツの価格が昨年大きく変動したため」と予見出来なかった新型コロナウイルスによる価格高騰が理由と回答している。
2021年8月16日、ボーイングは航空自衛隊向け初号機となるKC-46Aの初の空中給油試験を実施した。試験はワシントン州上空で行われ、ほかの飛行機に空中給油を実施するとともに、逆に他の飛行機から空中給油を受けることにも成功している。また、今年度中に機体を受領予定であることも発表された。

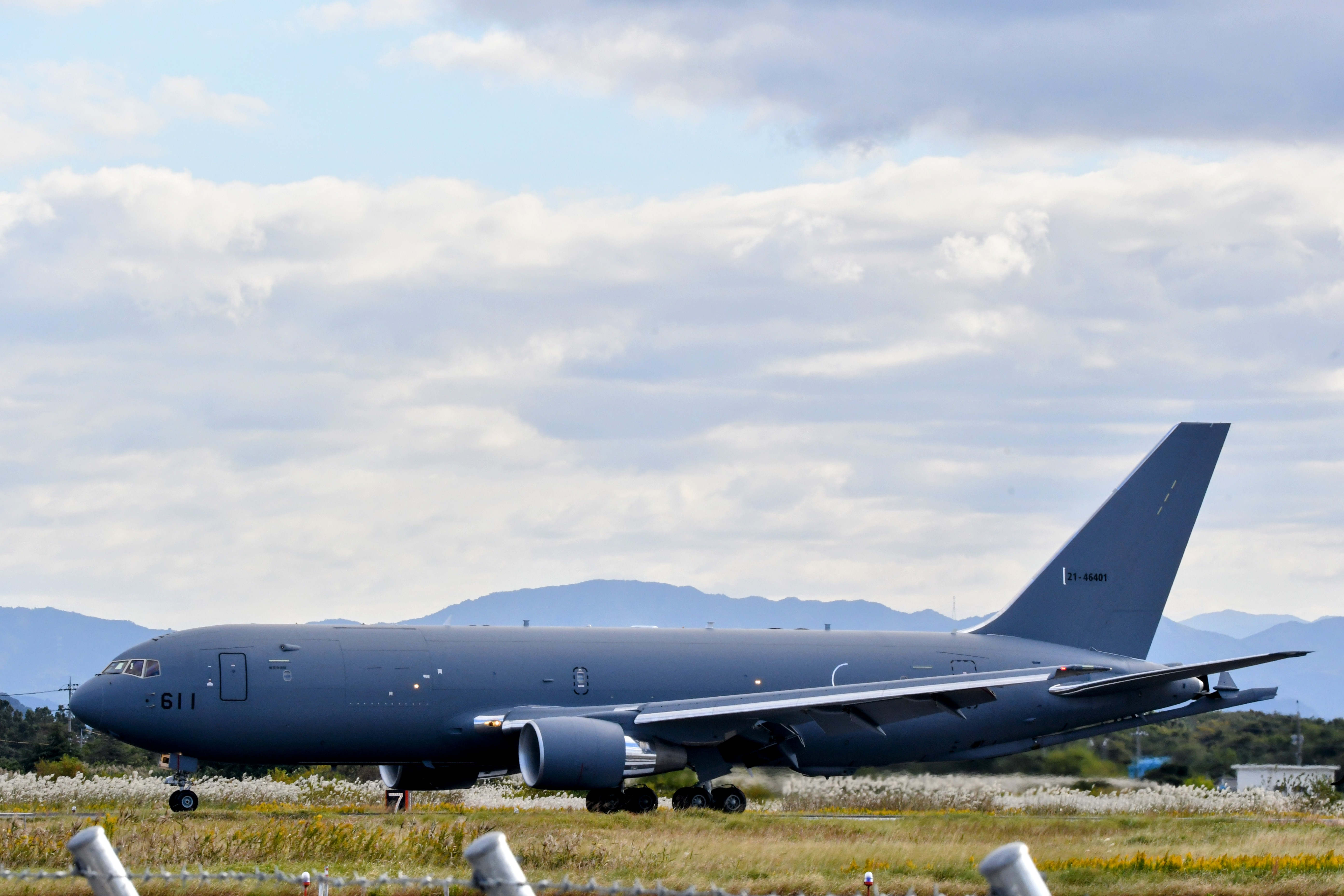
航空自衛隊 KC-46Aペガサス空中給油輸送機の初号機

2021年10月29日、KC-46A 1機が美保基地に到着、2022年2月24日には2号機も到着した。今後、1年半ほどかけて機体の確認や運用上必要な試験実施後、運用開始予定。
2024年8月30日に発表された、令和7年度の防衛省予算概算要求において、同機を新たに4機導入することが明らかとなった。
取得理由は「南西地域等の広大な空域において戦闘機等が粘り強く戦闘を継続するため」ということ。
同年9月13日、米国政府は日本政府へ最大9機をFMS（対外有償軍事援助）により売却することを承認した。売却総額は推定41億ドル（約5775億円）とされている。
2025年3月末時点の保有機数は4機であり，2024年度から本格的な運用が開始された。
| 予算計上年度       | 調達数 | 予算額    |
| ------------------ | ------ | --------- |
| 平成29年度(2017年) | 1機    | 299億円   |
| 平成30年度(2018年) | 1機    | 267億円   |
| 平成31年度(2019年) | -      | -         |
| 令和2年度(2020年)  | 4機    | 1,052億円 |
| 令和4年度(2022年)  | -      | -         |
| 令和5年度(2023年)  | -      | -         |
| 令和6年度(2024年)  | -      | -         |
| 令和7年度(2025年)  | 4機    | 2,231億円 |
| 合計               | 10機   | 3,849億円 |